# Guerra de Independência da Estônia
A Guerra de Independência da Estônia (em estoniano: Vabadussõda), também conhecida como Guerra de Libertação da Estônia, foi uma campanha de defesa do Exército da Estônia e seus aliados, principalmente a Grã-Bretanha, Finlândia, Suécia e Dinamarca, contra a ofensiva soviética ao Oeste e a ofensiva das tropas da nobreza do Báltico estabelecida entre 1918-1920 em relação à Guerra Civil Russa.
A Guerra de independência da Estônia começou quando os alemães, após a sua derrota na I Guerra Mundial, retiraram-se dos territórios ocupados por eles. A Estônia foi um deles, e passou a fazer parte do Ducado do Báltico Unido, Estado pró-alemão. No vazio de poder deixado pela evacuação alemã, os bolcheviques russos acreditavam que poderiam reconquistar os territórios cedidos no Tratado de Brest-Litovsk, e estabelecer o bolchevismo como tinham feito na Rússia.
Muitas dos povos agredidos, incluindo os estonianos, resistiram ao avanço dos bolcheviques armados com o apoio de potências estrangeiras, especialmente a Grã-Bretanha e a Alemanha de Weimar. Nos territórios controlados pelos bolcheviques criou-se uma República Soviética que foi chamada de Comunidade Popular dos Trabalhadores da Estônia.
As campanhas foram lutas da República da Estônia para a soberania no rescaldo da Primeira Guerra Mundial que resultou em uma vitória para a Estônia que foi concluída no Tratado de Tartu.

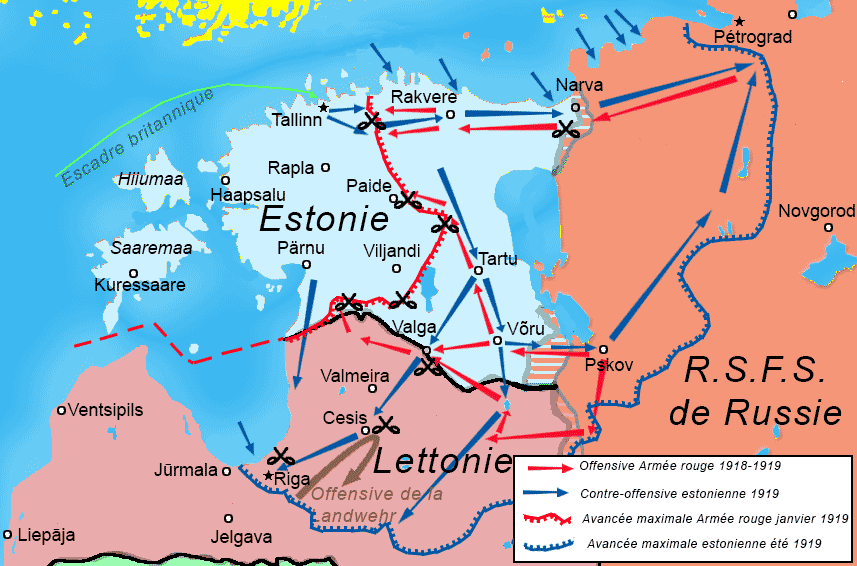
Desenvolvimento da Guerra da Independência

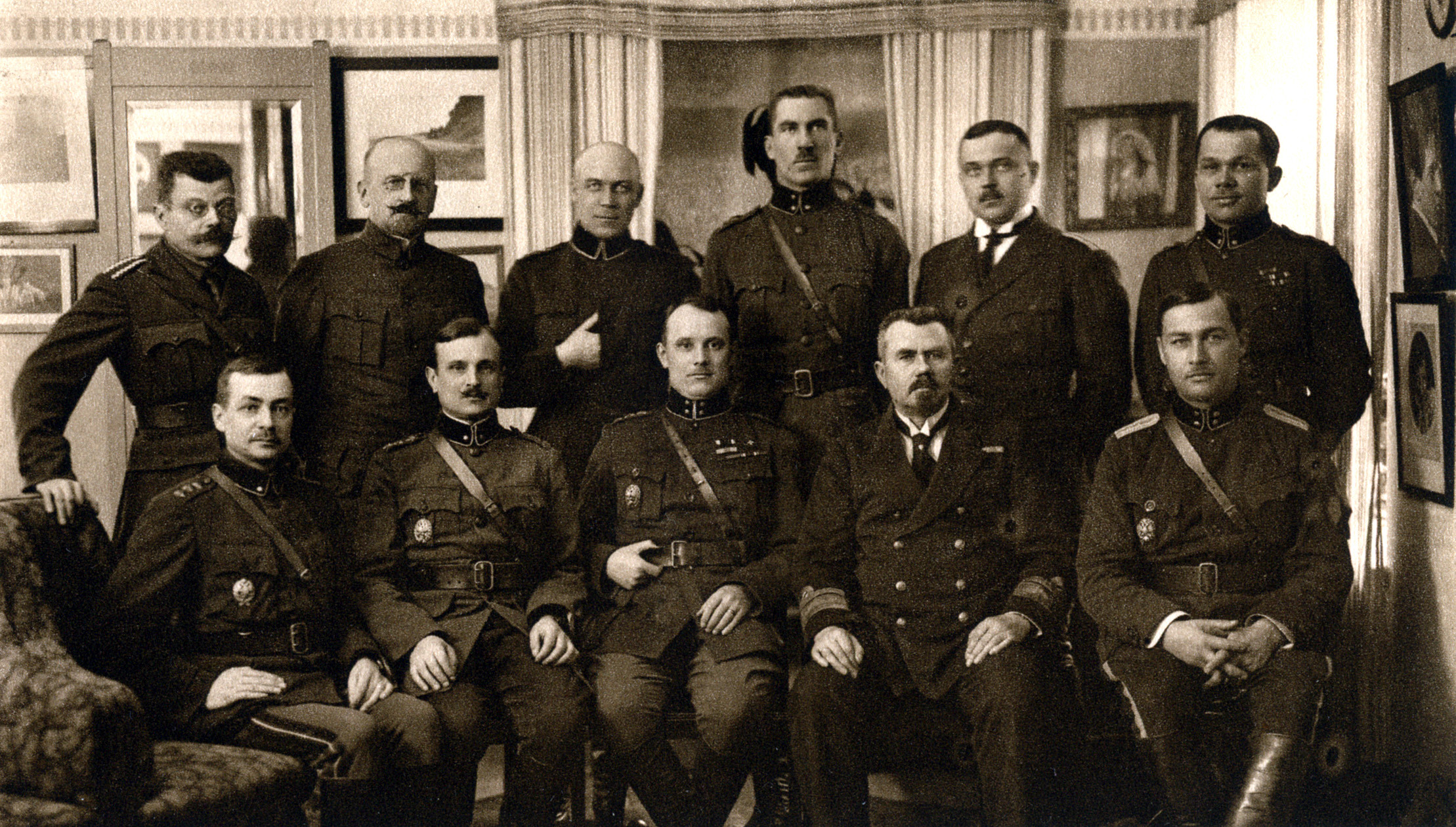
Os principais oficiais superiores do exército da Estónia em 1920